# دروژانبو
شهر دروژانبو (به فرانسوی: Drogenbos) در ناحیه اداری ال-ویلوورد در استان فلومیش بربان در منطقه فلاندری در کشور بلژیک واقع شده‌است.